# Udler

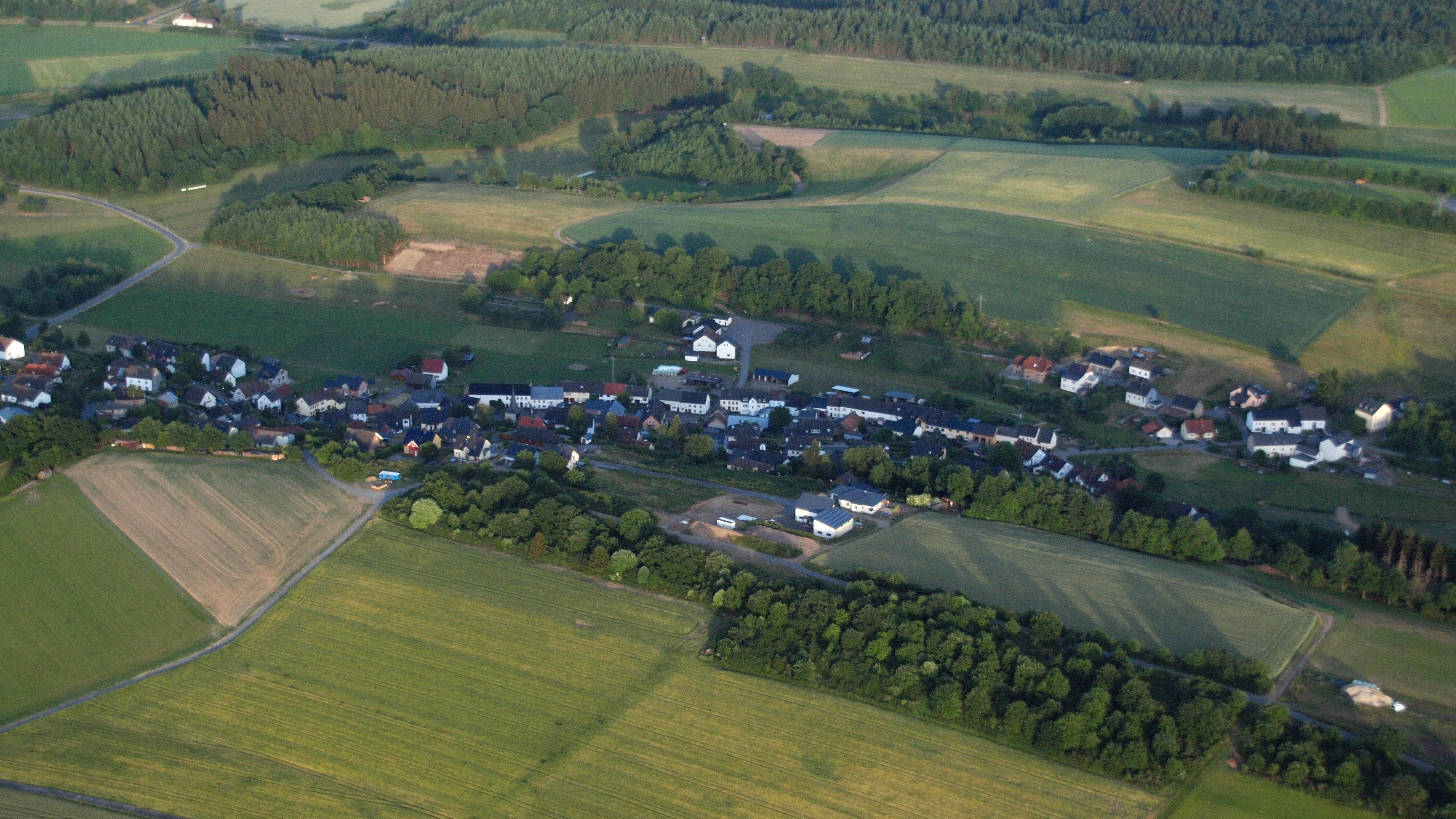
Udler, Luftaufnahme (2015)

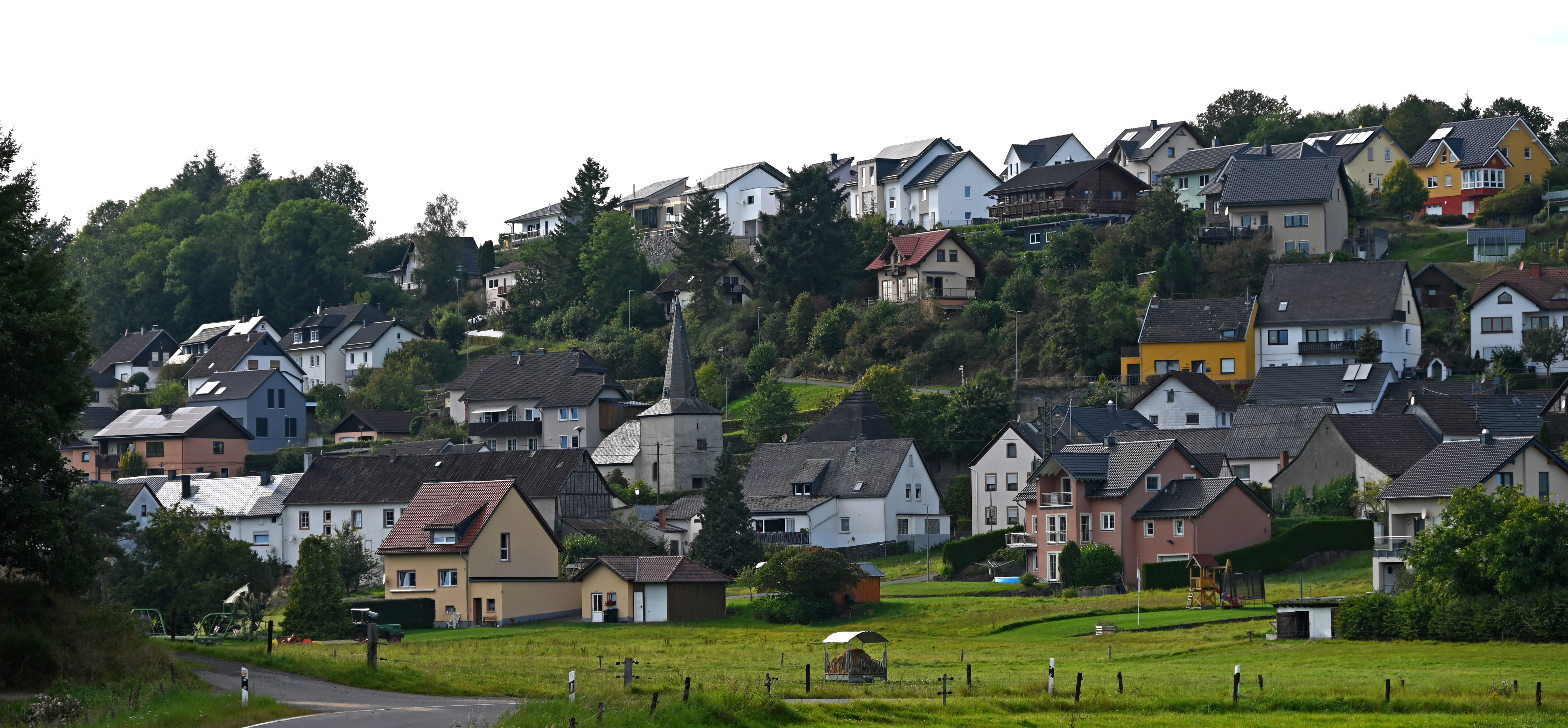
Udler von Westen

Udler ist eine Ortsgemeinde im Landkreis Vulkaneifel in Rheinland-Pfalz. Sie gehört der Verbandsgemeinde Daun an. Zu Udler gehören auch die Wohnplätze Berghof und Waldhof.

## Geschichte
Udler, früher auch „Odeler“ und „Oudler“, gehörte seit 1357 zum Kurtrierischen Amt Daun. Nach der Übernahme des Rheinlandes, zu dem Udler damals zählte, durch Preußen kam der Ort 1815/1816 zu dem damals neu gebildeten Kreis Daun und gehörte zur Bürgermeisterei Gillenfeld. Anfang des 19. Jahrhunderts hatte der Ort 188 Einwohner, die in 33 Häusern lebten.
Bevölkerungsentwicklung
Die Entwicklung der Einwohnerzahl von Udler, die Werte von 1871 bis 1987 beruhen auf Volkszählungen:
| Jahr | Einwohner |
| ---- | --------- |
| 1815 | 151       |
| 1835 | 219       |
| 1871 | 220       |
| 1905 | 229       |
| 1939 | 262       |
| 1950 | 226       |
| 1961 | 223       |

| Jahr | Einwohner |
| ---- | --------- |
| 1970 | 287       |
| 1987 | 249       |
| 1997 | 305       |
| 2005 | 303       |
| 2011 | 284       |
| 2017 | 272       |
| 2023 | 288       |

## Politik

### Bürgermeister
Markus Schumacher wurde 2024 Ortsbürgermeister von Udler.
Schumachers Vorgänger als Ortsbürgermeister war Alfred Borsch, der das Amt von 1999 bis 2024 ausübte.

### Wappen
| Wappen von Udler | Blasonierung: „Unter silbernem Schildhaupt, darin ein rotes Balkenkreuz, in Blau auf einem silbernen Stein stehende silberne Taube.“ |
| Wappen von Udler | |

## Sehenswürdigkeiten
In Udler befinden sich einige unter Denkmalschutz gestellte Kulturdenkmäler:
- Die ehemalige katholische Filialkirche St. Stephan, der Chorturm wird als spätmittelalterlich bezeichnet, das Kirchenschiff wurde 1734 erneuert
- Das ehemalige Backhaus, ein eingeschossiger Putzbau aus dem Ende des 19. Jahrhunderts (Schalkenmehrener Straße)
- Ein Wohnhaus aus der Zeit um 1751 (Schalkenmehrener Straße)